# Gaby Moreno
María Gabriela Moreno Bonilla, nota come Gaby Moreno (Città del Guatemala, 16 dicembre 1981), è una cantante guatemalteca.

## Discografia
- 2009 - Still the Unknown
- 2010 - A Good Old Christmastime EP
- 2011 - Still the Unknown
- 2011 - Illustrated Songs
- 2012 - Postales
- 2014 - Posada
- 2016 - Ilusión